# Леманн-Вилленброк, Генрих
Ге́нрих Ле́манн-Ви́лленброк (нем. Heinrich Lehmann-Willenbrock, 11 декабря 1911, Бремен — 18 апреля 1986, там же) — немецкий офицер-подводник времён Второй мировой войны, кавалер Рыцарского креста с дубовыми листьями, фрегаттен-капитан, один из самых результативных командиров-подводников во Второй мировой войне, знаменит в основном как командир U-96, описанной в романе «Das Boot» и одноимённом фильме.

## Биография
Генрих Леманн-Вилленброк родился в Бремене в 1911 году. В 1931 году в звании морского кадета Генрих вошёл в состав рейхсмарине, где проходил службу на лёгком крейсере «Карлсруэ» и учебном паруснике «Хорст Вессель», пока в апреле 1939 года не был переведён во Флотилию подводных лодок. После службы вахтенным офицером на «каноэ» U-8 типа IIB Леманн-Вилленброк получил звание капитан-лейтенанта и в декабре 1939 года вступил в должность командира такой же малой U-5 типа IIA.
Первый поход, продлившийся 15 суток и закончившийся безрезультатно, Леманн-Вилленброк совершил во время операции «Хартмут» по вторжению германских войск в Норвегию. После возвращения из похода он получил под своё командование только что построенную среднюю лодку U-96 типа VIIC. После трёхмесячной подготовки и обучения экипажа U-96 под командованием Генриха Леманна-Вилленброка начала совершать боевые походы в Атлантику. Только за первые три похода были потоплены суда суммарным водоизмещением 125 580 брт. В марте 1942 года Леманн-Вилленброк покинул U-96 и принял командование 9-й флотилией кригсмарине, базировавшейся в Бресте. В марте 1943 года получил звание корветтенкапитана. В сентябре 1944 года принял командование U-256 и 23 октября перевёл её в Берген, Норвегия. 1 декабря 1944 года получил звание фрегаттен-капитана, тогда же, в декабре, принял командование над базировавшейся в Бергене 11-й флотилией подводных лодок кригсмарине и пробыл на этом посту до окончания войны. После года в лагере для военнопленных Леманн-Вилленброк с мая 1946 года занимался разделкой на металл затопленных в Рейне кораблей. В 1948 году вместе с тремя товарищами построил парусник «Магеллан», после чего они вчетвером пересекли Атлантику и достигли Буэнос-Айреса, где приняли участие в регате.
Леманн-Вилленброк ходил капитаном на торговых судах. В марте 1959 года, в должности капитана транспорта «Инга Бастиан», Леманн-Вилленброк со своим экипажем спас 57 моряков с горящего бразильского судна «Комманданте Лира». В 1969 году он стал капитаном единственного германского атомного корабля — исследовательского судна «Отто Ган» и пробыл в этой должности более десяти лет.
За выдающуюся послевоенную службу он был в 1974 году награждён Федеральным Крестом Почёта на ленте (Bundesverdienstkreuz am Bande). Долгие годы Леманн-Вилленброк был главой Общества подводников Бремена (U-Bootskameradschaft Bremen), его имя общество носит до сих пор.
В 1981 году Вилленброк выступил в роли советника при съёмках фильма «Das Boot» о походе своей U-96. Впоследствии вернулся в родной Бремен, где и умер в 1986 году в возрасте 74 лет.

## Боевые результаты

Смеющаяся рыба-пила, эмблема Леманна-Вилленброка и его U-96

- С декабря 1940 года по октябрь 1944 года 9 боевых походов суммарной продолжительностью 326 дней.
- Потоплено 24 судна суммарным водоизмещением 170 237 брт, повреждено 2 судна (15 864 брт), ещё одно судно (8888 брт) было повреждено и не восстанавливалось.

## Награды
- 20 апреля 1940 года — Железный крест 2-го класса, после похода на U-5;
- 31 декабря 1940 года — Железный крест 1-го класса, после первого похода на U-96: 5 судов потоплено, 37 037 брт, 2 судна повреждены, 15 864 брт;
- 2 января 1941 года — Нагрудный знак подводника, за два боевых похода;
- 26 февраля 1941 года — Рыцарский крест Железного креста, при возвращении на базу из третьего похода на U-96, на боевом счету 14 потопленных судов (125 580 брт) и 2 повреждённых (15 864 брт);
- 31 декабря 1941 года — Дубовые листья к Рыцарскому кресту, на боевом счету 20 потопленных судов (153 661 брт), 2 повреждённых судна (15 864 брт);
- 1974 год — Орден «За заслуги перед Федеративной Республикой Германия»[5].